# Anoplodesmus perplexus
Anoplodesmus perplexus är en mångfotingart som först beskrevs av Sergei I. Golovatch 1993.  Anoplodesmus perplexus ingår i släktet Anoplodesmus och familjen orangeridubbelfotingar. Inga underarter finns listade i Catalogue of Life.